# Will Friedle
Will Friedle est un acteur américain né le 11 août 1976 à Hartford, Connecticut (États-Unis).

## Filmographie
- 1988 : Don't Just Sit There (série télévisée) : Host
- 1990 : ABC TGIF (série télévisée) : Eric
- 1993-2000 : Incorrigible Cory (Boy Meets World): Eric Matthews
- 1994 : The Gift of Love (TV) : Luke
- 1996 : Educating Mom (TV) : Jason Gallagher
- 1997 : Trojan War : Brad Kimble
- 1998 : Rendez-vous à la Maison-Blanche (My Date with the President's Daughter) (TV) : Duncan Fletcher
- 1999 : Démons et merveilles (en) (H-E Double Hockey Sticks) de Randall Miller : Griffelkin
- 1999 : Batman, la relève : Le Film (Batman Beyond: The Movie) (TV) : Terence 'Terry' McGinnis / Batman (voix)
- 2000 : Batman, la relève : Le Retour du Joker (Batman Beyond: Return of the Joker) (vidéo) : Terence 'Terry' McGinnis / Batman (voix)
- 2001 : Go Fish (série télévisée) : Pete Troutner
- 2002 : The Random Years (série télévisée) : Alex
- 2002-2007 : Kim Possible (TV) : Ron Stoppable (voix)
- 2003 : Jack's House (TV) : Jack
- 2003 : Lady Killers : Calvin Menhoffer
- 2003 : Kim Possible : La Clé du temps (TV) : Ron Stoppable (voix)
- 2004 : The Greatest Short Film Ever!!! : Mark
- 2005 : Kim Possible, le film : Mission Cupidon (TV) : Ron Stoppable (voix)
- 2005 : Dans ses rêves (Everything You Want) (TV) : Calvin Dillwaller
- 2015 : Batman Unlimited : L'Instinct animal : Nightwing / Dick Grayson
- 2015 : Batman Unlimited : Monstrueuse Pagaille : Nightwing / Dick Grayson
- 2015-2017: Le Monde de Riley (Girl Meets World) Eric Matthews